# Университет Кампинаса
Университет Кампи́наса (порт. Universidade Estadual de Campinas), сокращённо называемый Уникамп — исследовательский университет в штате Сан-Паулу, Бразилия. Кампинас считается одним из лучших университетов в Бразилии и Латинской Америке.
Основан в 1962 году, Уникамп был создан с нуля в качестве комплексного научно-исследовательского центра, в отличие от других крупнейших бразильских университетов, как правило, создававшихся путем объединения ранее существовавших школ и институтов.
Его главный кампус занимает 3,5 кв. километра, расположен в районе Барон Жералду, в 12 км от центра Кампинаса, в кампусе, построенном вскоре после создания университета. Он также имеет филиалы в Лимейре, Пиракасибе и Паулинии.
Является общественным университетом на содержании у штата Сан-Паулу.
Проводит около 15 % бразильских исследований.

### Ректоры
1. Зеферину Ваз (1966—1978)
2. Плиниу Алвес де Морайс (1978—1982)
3. Жозе Аристодемо Пинотти (1982—1986)
4. Паулу Ренату Коста Соуза (1986—1990)
5. Карлос Фогт (1990—1994)
6. Жозе Мартинс-Филью (1994—1998)
7. Эрману Таварес (1998—2002)
8. Карлос Энрике де Брито Крус (2002—2005)
9. Жозе Тадеу Жоржи (2005—2009)
10. Фернанду Феррейра Коста (2009—2013)
11. Жозе Тадеу Жоржи (2013—2017)
12. Марселу Кнобель (с 2017 по настоящее время)